# Samsung Galaxy J (série)
Samsung Galaxy J é uma série descontinuada de dispositivos móveis Android de nível médio produzidos pela empresa sul-coreana Samsung Electronics, lançada pela primeira vez em 2015. Essa série faz parte da série Samsung Galaxy.

## Descrição
Com base no Samsung Galaxy J, apresentado em dezembro de 2013, todos os modelos da série têm os recursos essenciais de um smartphone e diferem em tamanho e design. A letra J significa Joy, ou alegria. No entanto, novos recursos são deixados de fora ou outros materiais são usados, com a Samsung visando os mercados asiáticos ou o mercado de entrada europeu. Os modelos são atualizados pelo menos anualmente, pequenas atualizações ou variantes são exibidas com acréscimos de nome como Pro, Duos, Prime, Max etc.

## Modelos
Os modelos listados aqui mostram apenas dispositivos lançados e não incluem dispositivos baseados em rumores.

### Samsung Galaxy J
| Modelo       | Data de lançamento | Tipo de tela                     | Tamanho da tela | Resolução da tela      | SoC                                           | GPU                   | RAM         | Armazenamento interno         | Câmera      | Câmera      | Bateria           | Sistema operacional | Sistema operacional |
| Modelo       | Data de lançamento | Tipo de tela                     | Tamanho da tela | Resolução da tela      | SoC                                           | GPU                   | RAM         | Armazenamento interno         | Principal   | Frontal     | Bateria           | Inicial             | Atual               |
| ------------ | ------------------ | -------------------------------- | --------------- | ---------------------- | --------------------------------------------- | --------------------- | ----------- | ----------------------------- | ----------- | ----------- | ----------------- | ------------------- | ------------------- |
| Galaxy J     | Dezembro de 2013   | Super AMOLED Com Gorilla Glass 3 | 5"              | 1080x1920px (~441 ppi) | Qualcomm Snapdragon 800 4x 2.36 GHz Krait 400 | Adreno 330 @450 MHz   | 3 GB LPDDR3 | 16 GB 32 GB (SC-02F) eMMC 4.5 | 13 MP       | 2 MP        | 2600 mAh (Li-Ion) | Android 4.3         | Android 5.0         |
| Galaxy J Max | Agosto de 2016     | TFT                              | 7"              | 800x1280px (~216 ppi)  | Spreadtrum SC8830 4x 1.2 GHz Cortex-A7        | Mali-400 MP2 @500 MHz | 1.5 GB      | 8 GB                          | 8 MP, f/1.9 | 2 MP, f/2.2 | 4000 mAh (Li-Ion) | Android 5.1.1       | Android 5.1.1       |

### Samsung Galaxy J1
| Modelo                                         | Data de lançamento | Tipo de tela | Tamanho da tela | Resolução da tela    | SoC                                                                                  | GPU                                    | RAM                        | Armazenamento interno | Câmera      | Câmera      | Bateria           | Sistema operacional | Sistema operacional                  |
| Modelo                                         | Data de lançamento | Tipo de tela | Tamanho da tela | Resolução da tela    | SoC                                                                                  | GPU                                    | RAM                        | Armazenamento interno | Principal   | Frontal     | Bateria           | Inicial             | Atual                                |
| ---------------------------------------------- | ------------------ | ------------ | --------------- | -------------------- | ------------------------------------------------------------------------------------ | -------------------------------------- | -------------------------- | --------------------- | ----------- | ----------- | ----------------- | ------------------- | ------------------------------------ |
| Galaxy J1                                      | Fevereiro de 2015  | TFT          | 4.3"            | 480x800px (~217 ppi) | Spreadtrum SC7727S 2x 1.2 GHz Cortex-A7                                              | Mali-400 MP1                           | 512 MB                     | 4 GB                  | 5 MP, f/2.2 | 2 MP        | 1850 mAh (Li-Ion) | Android 4.4.4       | Android 4.4.4                        |
| Galaxy J1 4G                                   | Março de 2015      | TFT          | 4.3"            | 480x800px (~217 ppi) | Spreadtrum SC7727S 2x 1.2 GHz Cortex-A7                                              | Mali-400 MP1                           | 768 MB                     | 4 GB                  | 5 MP        | 2 MP        | 1850 mAh (Li-Ion) | Android 5.0.2       | Android 5.1.1                        |
| Galaxy J1 Ace                                  | Outubro de 2015    | Super AMOLED | 4.3"            | 480x800px (~217 ppi) | Spreadtrum SC9830 4x 1.2 GHz Cortex-A7 Marvell PXA1908 2x 1.3 GHz Cortex-A53 (J110L) | Mali-400 MP2 Vivante GC7000 UL (J110L) | 512 MB (J110L) 768 MB 1 GB | 4 GB 8 GB             | 5 MP, f/2.2 | 2 MP        | 1900 mAh (Li-Ion) | Android 4.4.4       | Android 5.1.1                        |
| Galaxy J1 Ace Neo                              | Outubro de 2015    | Super AMOLED | 4.3"            | 480x800px (~217 ppi) | Spreadtrum SC9830 4x 1.5 GHz Cortex-A7                                               | Mali-400 MP2                           | 512 MB (J110L) 768 MB 1 GB | 4 GB 8 GB             | 5 MP, f/2.2 | 2 MP        | 1900 mAh (Li-Ion) | Android 4.4.4       | Android 5.1.1                        |
| Galaxy J1 (2016) Galaxy Express 3 Galaxy Amp 2 | Janeiro de 2016    | Super AMOLED | 4.5"            | 480x800px (~207 ppi) | Spreadtrum SC9830 4x 1.3 GHz Cortex-A7                                               | Mali-400 MP2                           | 1 GB                       | 8 GB                  | 5 MP, f/2.2 | 2 MP, f/2.2 | 2050 mAh (Li-Ion) | Android 5.1.1       | Android 5.1.1                        |
| Galaxy J1 Nxt                                  | Fevereiro de 2016  | TFT          | 4"              | 480x800px (~233 ppi) | Spreadtrum SC9830 4x 1.2 GHz Cortex-A7                                               | Mali-400 MP2                           | 1 GB                       | 8 GB                  | 5 MP        | n/a         | 1500 mAh (Li-Ion) | Android 5.1.1       | Android 5.1.1                        |
| Galaxy J1 mini                                 | Fevereiro de 2016  | TFT          | 4"              | 480x800px (~233 ppi) | Spreadtrum SC9830 4x 1.2 GHz Cortex-A7                                               | Mali-400 MP2                           | 768 MB                     | 8 GB                  | 5 MP        | n/a         | 1500 mAh (Li-Ion) | Android 5.1.1       | Android 5.1.1                        |
| Galaxy J1 mini prime Galaxy V2                 | Dezembro de 2016   | TFT          | 4"              | 480x800px (~233 ppi) | Spreadtrum SC9830 4x 1.2 GHz Cortex-A7 4x 1.5 GHz Cortex-A7 (SM-J106F)               | Mali-400 MP2                           | 1 GB                       | 8 GB eMMC 5.1         | 5 MP, f/2.2 | n/a         | 1500 mAh (Li-Ion) | Android 5.1.1       | Android 5.1.1 Android 6.0 (SM-J106F) |

### Samsung Galaxy J2
| Modelo                                                       | Data de lançamento | Tipo de tela | Tamanho da tela | Resolução da tela     | SoC                                              | GPU                    | RAM                | Armazenamento interno | Câmera      | Câmera      | Bateria           | Sistema operacional | Sistema operacional |
| Modelo                                                       | Data de lançamento | Tipo de tela | Tamanho da tela | Resolução da tela     | SoC                                              | GPU                    | RAM                | Armazenamento interno | Principal   | Frontal     | Bateria           | Inicial             | Atual               |
| ------------------------------------------------------------ | ------------------ | ------------ | --------------- | --------------------- | ------------------------------------------------ | ---------------------- | ------------------ | --------------------- | ----------- | ----------- | ----------------- | ------------------- | ------------------- |
| Galaxy J2 Galaxy J2 Duos                                     | Setembro de 2015   | Super AMOLED | 4.37"           | 540x960px (~234 ppi)  | Samsung Exynos 3 Quad 3475 4x 1.3 GHz Cortex-A7  | Mali-T720 @600 MHz     | 1 GB LPDDR3        | 8 GB eMMC 4.5         | 5 MP, f/2.2 | 2 MP, f/2.2 | 2000 mAh (Li-Ion) | Android 5.1.1       | Android 5.1.1       |
| Galaxy J2 (2016)                                             | Julho de 2016      | Super AMOLED | 5"              | 720x1280px (~294 ppi) | Spreadtrum SC8830 4x 1.5 GHz Cortex-A7           | Mali-400 MP2           | 1.5 GB             | 8 GB                  | 8 MP, f/2.2 | 5 MP, f/2.2 | 2600 mAh (Li-Ion) | Android 6.0.1       | Android 6.0.1       |
| Galaxy J2 Pro (2016)                                         | Julho de 2016      | Super AMOLED | 5"              | 720x1280px (~294 ppi) | Spreadtrum SC8830 4x 1.5 GHz Cortex-A7           | Mali-400 MP2           | 2 GB               | 16 GB                 | 8 MP, f/2.2 | 5 MP, f/2.2 | 2600 mAh (Li-Ion) | Android 6.0.1       | Android 6.0.1       |
| Galaxy J2 Prime                                              | Novembro de 2016   | PLS TFT      | 5"              | 540x960px (~220 ppi)  | MediaTek MT6737T 4x 1.5 GHz Cortex-A53           | Mali-T720 MP2 @600 MHz | 1.5 GB             | 8 GB 16 GB eMMC 5.0   | 8 MP, f/2.2 | 5 MP, f/2.2 | 2600 mAh (Li-Ion) | Android 6.0.1       | Android 6.0.1       |
| Galaxy J2 (2017) Galaxy J2 Duos (2017)                       | Outubro de 2017    | Super AMOLED | 4.37"           | 540x960px (~234 ppi)  | Samsung Exynos 3 Quad 3475 4x 1.3 GHz Cortex-A7  | Mali-T720 @600 MHz     | 1 GB LPDDR3        | 8 GB eMMC 4.5         | 8 MP, f/2.2 | 5 MP, f/2.2 | 2000 mAh (Li-Ion) | Android 7.0         | Android 7.0         |
| Galaxy J2 (2018) Galaxy J2 Pro (2018) Galaxy Grand Prime Pro | Janeiro de 2018    | Super AMOLED | 5"              | 540x960px (~220 ppi)  | Qualcomm Snapdragon 425 4x 1.4 GHz Cortex-A53    | Adreno 308 @500 MHz    | 1.5 GB 2 GB LPDDR3 | 16 GB eMMC 5.1        | 8 MP, f/2.2 | 5 MP, f/2.2 | 2600 mAh (Li-Ion) | Android 7.1.1       | Android 7.1.1       |
| Galaxy J2 Core                                               | Agosto de 2018     | PLS TFT      | 5"              | 540x960px (~220 ppi)  | Samsung Exynos 7 Quad 7570 4x 1.4 GHz Cortex-A53 | Mali-T720 MP1 @830 MHz | 1 GB LPDDR3        | 8 GB 16 GB eMMC 5.0   | 8 MP, f/2.2 | 5 MP, f/2.2 | 2600 mAh (Li-Ion) | Android 8.1 (Go)    | Android 8.1 (Go)    |
| Galaxy J2 Pure                                               | Fevereiro de 2020  | PLS TFT      | 5"              | 540x960px (~220 ppi)  | Samsung Exynos 7 Quad 7570 4x 1.4 GHz Cortex-A53 | Mali-T720 MP1 @830 MHz | 2 GB LPDDR3        | 16 GB                 | 8 MP, f/2.2 | 5 MP, f/2.2 | 2600 mAh (Li-Ion) | Android 8.1 (Go)    | Android 8.1 (Go)    |
| Galaxy J2 Core (2020)                                        | Abril de 2020      | PLS TFT      | 5"              | 540x960px (~220 ppi)  | Samsung Exynos 7 Quad 7570 4x 1.4 GHz Cortex-A53 | Mali-T720 MP1 @830 MHz | 1 GB LPDDR3        | 16 GB                 | 8 MP, f/2.2 | 5 MP, f/2.2 | 2600 mAh (Li-Ion) | Android 8.1 (Go)    | Android 8.1 (Go)    |

### Samsung Galaxy J3
| Modelo                                                                                       | Data de lançamento | Tipo de tela                             | Tamanho da tela | Resolução da tela     | SoC | GPU                                                                            | RAM         | Armazenamento interno | Câmera                        | Câmera                 | Bateria           | Sistema operacional              | Sistema operacional                                             |
| Modelo                                                                                       | Data de lançamento | Tipo de tela                             | Tamanho da tela | Resolução da tela     | SoC | GPU                                                                            | RAM         | Armazenamento interno | Principal                     | Frontal                | Bateria           | Inicial                          | Atual                                                           |
| -------------------------------------------------------------------------------------------- | ------------------ | ---------------------------------------- | --------------- | --------------------- | --- | ------------------------------------------------------------------------------ | ----------- | --------------------- | ----------------------------- | ---------------------- | ----------------- | -------------------------------- | --------------------------------------------------------------- |
| Galaxy J3 (2016) India: Galaxy J3 Pro Galaxy J3 V (Verizon) Galaxy Amp Prime                 | Maio de 2016       | Super AMOLED Com Asahi Dragontrail Glass | 5"              | 720x1280px (~294 ppi) | Spreadtrum SC9830 4x 1.5 GHz Cortex-A7 Samsung Exynos 3 Quad 3475 4x 1.3 GHz Cortex-A7 (USA)                                                                 | Mali-400 MP2 Mali-T720 @600 MHz (USA)                                          | 1.5 GB 2 GB | 8 GB 16 GB            | 8 MP, f/2.2 5 MP, f/2.2 (USA) | 5 MP, f/2.2 2 MP (USA) | 2600 mAh (Li-Ion) | Android 5.1.1 Android 6.0 (USA)  | Android 6.0 Android 7.1.1 (USA)                                 |
| Galaxy J3 Pro (China)                                                                        | Junho de 2016      | Super AMOLED                             | 5"              | 720x1280px (~294 ppi) | Qualcomm Snapdragon 410 4x 1.2 GHz Cortex-A53 | Adreno 306 @450 MHz                                                            | 2 GB        | 16 GB eMMC 4.5        | 8 MP, f/2.2                   | 5 MP, f/2.2            | 2600 mAh (Li-Ion) | Android 5.1.1                    | Android 5.1.1                                                   |
| Galaxy J3 Prime Galaxy J3 Emerge Galaxy J3 Eclipse Galaxy Express Prime 2 Galaxy Amp Prime 2 | Janeiro de 2017    | TFT                                      | 5"              | 720x1280px (~294 ppi) | Qualcomm Snapdragon 425 4x 1.4 GHz Cortex-A53 Qualcomm Snapdragon 430 8x 1.4 GHz Cortex-A53 (J327P) Samsung Exynos 7 Quad 7570 4x 1.4 GHz Cortex-A53 (J327A) | Adreno 308 @500 MHz Adreno 505 @450 MHz (J327P) Mali-T720 MP1 @830 MHz (J327A) | 1.5 GB      | 16 GB eMMC 5.1        | 5 MP, f/1.9                   | 2 MP, f/2.2            | 2600 mAh (Li-Ion) | Android 6.0 (TouchWiz)           | Android 7.0 (Samsung Experience)                                |
| Galaxy J3 (2017) Galaxy J3 Pro (2017) Galaxy J3 (2017) Duos                                  | Julho de 2017      | PLS TFT                                  | 5"              | 720x1280px (~294 ppi) | Samsung Exynos 7 Quad 7570 4x 1.4 GHz Cortex-A53 | Mali-T720 MP1 @830 MHz                                                         | 2 GB LPDDR3 | 16 GB eMMC 5.0        | 13 MP, f/1.9                  | 5 MP, f/2.2            | 2400 mAh (Li-Ion) | Android 7.0 (Samsung Experience) | Android 9.0 (One UI)                                            |
| Galaxy J3 (2018) Galaxy J3 Star Galaxy Amp Prime 3 Galaxy J3 V 2018 Galaxy J3 Aura           | Junho de 2018      | PLS TFT                                  | 5"              | 720x1280px (~294 ppi) | Samsung Exynos 7 Quad 7570 4x 1.4 GHz Cortex-A53 | Mali-T720 MP1 @830 MHz                                                         | 2 GB LPDDR3 | 16 GB eMMC 5.0        | 8 MP, f/1.9                   | 5 MP, f/2.2            | 2600 mAh (Li-Ion) | Android 8.0 (Samsung Experience) | Android 8.0 (Samsung Experience) Android 9.0 (One UI) (Verizon) |

### Samsung Galaxy J4
| Modelo         | Data de lançamento | Tipo de tela | Tamanho da tela | Resolução da tela     | SoC                                              | GPU                    | RAM              | Armazenamento interno | Câmera       | Câmera      | Bateria           | Sistema operacional              | Sistema operacional  |
| Modelo         | Data de lançamento | Tipo de tela | Tamanho da tela | Resolução da tela     | SoC                                              | GPU                    | RAM              | Armazenamento interno | Principal    | Frontal     | Bateria           | Inicial                          | Atual                |
| -------------- | ------------------ | ------------ | --------------- | --------------------- | ------------------------------------------------ | ---------------------- | ---------------- | --------------------- | ------------ | ----------- | ----------------- | -------------------------------- | -------------------- |
| Galaxy J4      | Maio de 2018       | Super AMOLED | 5.5"            | 720x1280px (~267 ppi) | Samsung Exynos 7 Quad 7570 4x 1.4 GHz Cortex-A53 | Mali-T720 MP1 @830 MHz | 2 GB 3 GB LPDDR3 | 16 GB 32 GB eMMC 5.0  | 13 MP, f/1.9 | 5 MP, f/2.2 | 3000 mAh (Li-Ion) | Android 8.0 (Samsung Experience) | Android 10 (One UI)  |
| Galaxy J4+     | Outubro de 2018    | IPS TFT      | 6"              | 720x1480px (~274 ppi) | Qualcomm Snapdragon 425 4x 1.4 GHz Cortex-A53    | Adreno 308 @500 MHz    | 2 GB 3 GB LPDDR3 | 16 GB 32 GB eMMC 5.1  | 13 MP, f/1.9 | 5 MP, f/2.2 | 3300 mAh (Li-Ion) | Android 8.1 (Samsung Experience) | Android 9.0 (One UI) |
| Galaxy J4 Core | Novembro de 2018   | IPS TFT      | 6"              | 720x1480px (~274 ppi) | Qualcomm Snapdragon 425 4x 1.4 GHz Cortex-A53    | Adreno 308 @500 MHz    | 1 GB LPDDR3      | 16 GB eMMC 5.1        | 8 MP, f/2.2  | 5 MP, f/2.2 | 3300 mAh (Li-Ion) | Android 8.1 (Go)                 | Android 8.1 (Go)     |

### Samsung Galaxy J5
| Modelo                                                      | Data de lançamento | Tipo de tela | Tamanho da tela | Resolução da tela     | SoC                                              | GPU                    | RAM              | Armazenamento interno | Câmera       | Câmera       | Bateria           | Sistema operacional              | Sistema operacional              |
| Modelo                                                      | Data de lançamento | Tipo de tela | Tamanho da tela | Resolução da tela     | SoC                                              | GPU                    | RAM              | Armazenamento interno | Principal    | Frontal      | Bateria           | Inicial                          | Atual                            |
| ----------------------------------------------------------- | ------------------ | ------------ | --------------- | --------------------- | ------------------------------------------------ | ---------------------- | ---------------- | --------------------- | ------------ | ------------ | ----------------- | -------------------------------- | -------------------------------- |
| Galaxy J5 (2015)                                            | Julho de 2015      | Super AMOLED | 5"              | 720x1280px (~294 ppi) | Qualcomm Snapdragon 410 4x 1.2 GHz Cortex-A53    | Adreno 306 @450 MHz    | 1.5 GB           | 8 GB 16 GB eMMC 4.5   | 13 MP, f/1.9 | 5 MP, f/2.2  | 2600 mAh (Li-Ion) | Android 5.1.1                    | Android 6.0.1                    |
| Galaxy J5 (2016) Galaxy J5 Metal                            | Abril de 2016      | Super AMOLED | 5.2"            | 720x1280px (~282 ppi) | Qualcomm Snapdragon 410 4x 1.2 GHz Cortex-A53    | Adreno 306 @450 MHz    | 2 GB             | 16 GB eMMC 4.5        | 13 MP, f/1.9 | 5 MP, f/2.2  | 3100 mAh (Li-Ion) | Android 6.0.1 (TouchWiz)         | Android 7.1.1                    |
| Galaxy J5 Prime                                             | Outubro de 2016    | IPS LCD      | 5"              | 720x1280px (~294 ppi) | Samsung Exynos 7 Quad 7570 4x 1.4 GHz Cortex-A53 | Mali-T720 MP1 @830 MHz | 2 GB LPDDR3      | 16 GB 32 GB eMMC 5.0  | 13 MP, f/1.9 | 5 MP, f/2.2  | 2400 mAh (Li-Ion) | Android 6.0.1 (TouchWiz)         | Android 8.0 (Samsung Experience) |
| Galaxy J5 (2017) Galaxy J5 Pro (2017) Galaxy J5 (2017) Duos | Junho de 2017      | Super AMOLED | 5.2"            | 720x1280px (~282 ppi) | Samsung Exynos 7 Octa 7870 8x 1.6 GHz Cortex-A53 | Mali-T830 MP1 @700 MHz | 2 GB 3 GB LPDDR3 | 16 GB 32 GB eMMC 5.1  | 13 MP, f/1.7 | 13 MP, f/1.9 | 3000 mAh (Li-Ion) | Android 7.0 (Samsung Experience) | Android 9.0 (One UI)             |

### Samsung Galaxy J6
| Modelo                      | Data de lançamento | Tipo de tela | Tamanho da tela | Resolução da tela     | SoC                                              | GPU                    | RAM                   | Armazenamento interno | Câmera                                     | Câmera      | Bateria           | Sistema operacional              | Sistema operacional |
| Modelo                      | Data de lançamento | Tipo de tela | Tamanho da tela | Resolução da tela     | SoC                                              | GPU                    | RAM                   | Armazenamento interno | Principal                                  | Frontal     | Bateria           | Inicial                          | Atual               |
| --------------------------- | ------------------ | ------------ | --------------- | --------------------- | ------------------------------------------------ | ---------------------- | --------------------- | --------------------- | ------------------------------------------ | ----------- | ----------------- | -------------------------------- | ------------------- |
| Galaxy J6 India: Galaxy On6 | Outubro de 2018    | Super AMOLED | 5.6"            | 720x1480px (~293 ppi) | Samsung Exynos 7 Octa 7870 8x 1.6 GHz Cortex-A53 | Mali-T830 MP1 @700 MHz | 2 GB 3 GB 4 GB LPDDR3 | 32 GB 64 GB eMMC 5.1  | 13 MP, f/1.9                               | 8 MP, f/1.9 | 3000 mAh (Li-Ion) | Android 8.0 (Samsung Experience) | Android 10 (One UI) |
| Galaxy J6+                  | Outubro de 2018    | IPS LCD      | 6"              | 720x1480px (~274 ppi) | Qualcomm Snapdragon 425 4x 1.4 GHz Cortex-A53    | Adreno 308 @500 MHz    | 3 GB 4 GB LPDDR3      | 32 GB 64 GB eMMC 5.1  | 13 MP, f/1.9 + 5 MP, f/1.9, (Profundidade) | 8 MP, f/1.9 | 3000 mAh (Li-Ion) | Android 8.1 (Samsung Experience) | Android 10 (One UI) |

### Samsung Galaxy J7
| Modelo                                                        | Data de lançamento | Tipo de tela            | Tamanho da tela | Resolução da tela      | SoC | GPU | RAM                      | Armazenamento interno      | Câmera                                     | Câmera              | Bateria           | Sistema operacional                | Sistema operacional                                                                                                 |
| Modelo                                                        | Data de lançamento | Tipo de tela            | Tamanho da tela | Resolução da tela      | SoC | GPU | RAM                      | Armazenamento interno      | Principal                                  | Frontal             | Bateria           | Inicial                            | Atual |
| ------------------------------------------------------------- | ------------------ | ----------------------- | --------------- | ---------------------- | --- | --- | ------------------------ | -------------------------- | ------------------------------------------ | ------------------- | ----------------- | ---------------------------------- | --- |
| Galaxy J7 Galaxy J7 Duos                                      | Julho de 2015      | Super AMOLED            | 5.5"            | 720x1280px (~267 ppi)  | Qualcomm Snapdragon 615 4x 1.5 GHz + 4x 1.0 GHz Cortex-A53 Samsung Exynos 7 Octa 7580 8x 1.6 GHz Cortex-A53 (SM-J700F, SM-J700H) Qualcomm Snapdragon 410 4x 1.2 GHz Cortex-A53 (SM-J700K) Qualcomm Snapdragon 415 8x 1.4 GHz Cortex-A53 (SM-J700P) | Adreno 405 @550 MHz Mali-T720 MP2 @668 MHz (SM-J700F, SM-J700H) Adreno 306 @450 MHz (SM-J700K) Adreno 405 @550 MHz (SM-J700P) | 1.5 GB LPDDR3            | 16 GB                      | 13 MP, f/1.9                               | 5 MP, f/2.2         | 3000 mAh (Li-Ion) | Android 5.1.1                      | Android 5.1.1 (SM-J700K) Android 6.0.1 (SM-J700F, SM-J700H, SM-J700M) Android 7.1.1 (SM-J700P, SM-J700T, SM-J700T1) |
| Galaxy J7 (2016) Galaxy J7 Duos (2016)                        | Abril de 2016      | Super AMOLED            | 5.5"            | 720x1280px (~267 ppi)  | Samsung Exynos 7 Octa 7870 8x 1.6 GHz Cortex-A53 Qualcomm Snapdragon 617 4x 1.5 GHz + 4x 1.2 GHz Cortex-A53 (China) | Mali-T830 MP1 @700 MHz Adreno 405 @550 MHz (China)                                                                            | 2 GB 3 GB (China) LPDDR3 | 16 GB eMMC 5.1             | 13 MP, f/1.9                               | 5 MP, f/1.9         | 3300 mAh (Li-Ion) | Android 6.0.1 (TouchWiz)           | Android 8.1 (Samsung Experience)                                                                                    |
| Galaxy J7 Prime Galaxy On Nxt                                 | Novembro de 2016   | IPS LCD                 | 5.5"            | 1080x1920px (~401 ppi) | Samsung Exynos 7 Octa 7870 8x 1.6 GHz Cortex-A53 | Mali-T830 MP1 @700 MHz | 3 GB LPDDR3              | 16 GB 32 GB eMMC 5.1       | 13 MP, f/1.9                               | 8 MP, f/1.9         | 3300 mAh (Li-Ion) | Android 6.0.1 (TouchWiz)           | Android 8.1 (Samsung Experience)                                                                                    |
| Galaxy J7 V                                                   | Março de 2017      | IPS LCD                 | 5.5"            | 720x1280px (~267 ppi)  | Qualcomm Snapdragon 625 8x 2.0 GHz Cortex-A53 | Adreno 506 @650 MHz | 2 GB LPDDR3              | 16 GB eMMC 5.1             | 8 MP                                       | 5 MP                | 3300 mAh (Li-Ion) | Android 7.0 (Samsung Experience)   | Android 8.1 (Samsung Experience)                                                                                    |
| Galaxy J7 Sky Pro                                             | Março de 2017      | IPS LCD                 | 5.5"            | 720x1280px (~267 ppi)  | Qualcomm Snapdragon 425 4x 1.4 GHz Cortex-A53 | Adreno 308 @500 MHz | 2 GB LPDDR3              | 16 GB eMMC 5.1             | 8 MP                                       | 5 MP                | 3300 mAh (Li-Ion) | Android 6.0                        | Android 6.0 |
| Galaxy J7 Max Galaxy On Max                                   | Junho de 2017      | PLS TFT                 | 5.7"            | 1080x1920px (~386 ppi) | MediaTek Helio P20 4x 2.3 GHz Cortex-A53 + 4x 1.6 GHz Cortex-A53 | Mali-T880 MP2 @900 MHz | 4 GB LPDDR4X             | 32 GB                      | 13 MP, f/1.7                               | 13 MP, f/1.9        | 3300 mAh (Li-Ion) | Android 7.0 (Samsung Experience)   | Android 8.1 (Samsung Experience)                                                                                    |
| Galaxy J7 Nxt Galaxy J7 Nxt Duos Galaxy J7 Neo Galaxy J7 Core | Julho de 2017      | Super AMOLED            | 5.5"            | 720x1280px (~267 ppi)  | Samsung Exynos 7 Octa 7870 8x 1.6 GHz Cortex-A53 | Mali-T830 MP1 @700 MHz | 2 GB 3 GB LPDDR3         | 16 GB 32 GB                | 13 MP, f/1.9                               | 5 MP, f/2.2         | 3000 mAh (Li-Ion) | Android 7.0 (Samsung Experience)   | Android 9.0 (One UI)                                                                                                |
| Galaxy J7 (2017) Galaxy J7 Pro                                | Julho de 2017      | Super AMOLED            | 5.5"            | 1080x1920px (~401 ppi) | Samsung Exynos 7 Octa 7870 8x 1.6 GHz Cortex-A53 | Mali-T830 MP1 @700 MHz | 2 GB 3 GB LPDDR3         | 16 GB eMMC 5.1             | 13 MP, f/1.7                               | 13 MP, f/1.9        | 3600 mAh (Li-Ion) | Android 7.0 (Samsung Experience)   | Android 9.0 (One UI)                                                                                                |
| Galaxy J7 Pro                                                 | Julho de 2017      | Super AMOLED            | 5.5"            | 1080x1920px (~401 ppi) | Samsung Exynos 7 Octa 7870 8x 1.6 GHz Cortex-A53 | Mali-T830 MP1 @700 MHz | 3 GB LPDDR3              | 16 GB 32 GB 64 GB eMMC 5.1 | 13 MP, f/1.7                               | 13 MP, f/1.9        | 3600 mAh (Li-Ion) | Android 7.0 (Samsung Experience)   | Android 9.0 (One UI)                                                                                                |
| Galaxy J7+                                                    | Outubro de 2017    | Super AMOLED            | 5.5"            | 1080x1920px (~401 ppi) | MediaTek Helio P20 4x 2.3 GHz Cortex-A53 + 4x 1.6 GHz Cortex-A53 | Mali-T880 MP2 @900 MHz | 3 GB 4 GB LPDDR4X        | 32 GB 64 GB                | 13 MP, f/1.7 + 5 MP, f/1.9, (Profundidade) | 16 MP, f/1.9        | 3000 mAh (Li-Ion) | Android 7.1.1 (Samsung Experience) | Android 8.1 |
| Galaxy J7 Prime 2 Galaxy J7 Prime (2018)                      | Abril de 2018      | IPS LCD                 | 5.5"            | 1080x1920px (~401 ppi) | Samsung Exynos 7 Octa 7870 8x 1.6 GHz Cortex-A53 | Mali-T830 MP1 @700 MHz | 3 GB LPDDR3              | 32 GB eMMC 5.1             | 13 MP, f/1.9                               | 13 MP, f/1.9        | 3300 mAh (Li-Ion) | Android 7.1.1 (Samsung Experience) | Android 9.0 (One UI)                                                                                                |
| Galaxy J7 Duo                                                 | Abril de 2018      | Super AMOLED            | 5.5"            | 720x1280px (~267 ppi)  | Samsung Exynos 7885 2x 2.2 GHz Cortex-A73 + 6x 1.6 GHz Cortex-A53 | Mali-G71 MP2 @1.1 GHz | 3 GB 4 GB LPDDR4         | 32 GB eMMC 5.1             | 13 MP, f/1.9 + 5 MP, f/1.9, (Profundidade) | 8 MP, f/1.9         | 3000 mAh (Li-Ion) | Android 8.0 (Samsung Experience)   | Android 10 (One UI)                                                                                                 |
| Galaxy J7 (2018)                                              | Julho de 2018      | TFT Com Gorilla Glass 5 | 5.5"            | 720x1280px (~267 ppi)  | Samsung Exynos 7 Octa 7870 8x 1.6 GHz Cortex-A53 | Mali-T830 MP1 @700 MHz | 2 GB LPDDR3              | 16 GB 32 GB eMMC 5.1       | 8 MP / 13 MP, f/1.7                        | 5 MP / 13 MP, f/1.7 | 3300 mAh (Li-Ion) | Android 8.0 (Samsung Experience)   | Android 9.0 (One UI)                                                                                                |

### Samsung Galaxy J8
| Modelo                      | Data de lançamento | Tipo de tela | Tamanho da tela | Resolução da tela     | SoC                                           | GPU                 | RAM              | Armazenamento interno | Câmera                                     | Câmera       | Bateria           | Sistema operacional              | Sistema operacional |
| Modelo                      | Data de lançamento | Tipo de tela | Tamanho da tela | Resolução da tela     | SoC                                           | GPU                 | RAM              | Armazenamento interno | Principal                                  | Frontal      | Bateria           | Inicial                          | Atual               |
| --------------------------- | ------------------ | ------------ | --------------- | --------------------- | --------------------------------------------- | ------------------- | ---------------- | --------------------- | ------------------------------------------ | ------------ | ----------------- | -------------------------------- | ------------------- |
| Galaxy J8 India: Galaxy On8 | Julho de 2018      | Super AMOLED | 6"              | 720x1480px (~274 ppi) | Qualcomm Snapdragon 450 8x 1.8 GHz Cortex-A53 | Adreno 506 @600 MHz | 3 GB 4 GB LPDDR3 | 32 GB 64 GB eMMC 5.1  | 16 MP, f/1.7 + 5 MP, f/1.9, (Profundidade) | 16 MP, f/1.9 | 3500 mAh (Li-Ion) | Android 8.0 (Samsung Experience) | Android 10 (One UI) |